# Christian Gebhard Nordmann

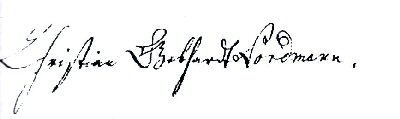
Nordmanns Unterschrift

Christian Gebhard(t) Nordmann (* 26. Dezember 1755 auf der Domäne Warmsdorf; † 24. September 1823 in Pötnitz) war ein deutscher Landwirt, der die Domäne Pötnitz bewirtschaftete. Er wird heute als Pionier der Landwirtschaft bezeichnet, machte seinerzeit die Pötnitzer Schafzucht, die Pötnitzer Mastochsen und den Pötnitzer Weizen deutschlandweit bekannt und wurde durch Staatsrat Thaer ausgezeichnet.

## Leben
Christian Gebhard Nordmann wurde als siebtes Kind des Pächters der Anhalt-Köthenschen Domäne Warmsdorf, Johann Christian Nordmann, und dessen Ehefrau Johanne Sabine, geb. Hardt, geboren. Seine Taufe und die Konfirmation im Jahr 1771 fanden in Amesdorf statt. Er besuchte die öffentliche Schule in Köthen und lernte dann bei seinem Vater. Danach arbeitete er fünf Jahre lang als Verwalter bei seinem ältesten Bruder.
Nordmann übernahm im Alter von 22 Jahren am 7. Mai 1778 die Pötnitzer Domäne und das Gut Kleutsch bei Dessau als Pächter. Wenig später heiratete er Dorothea Hase, eine Amtmannstochter aus Grimschleben. 1782 wurde die einzige Tochter Dorothea Viktoria geboren.
In den ersten Jahren auf der Domäne bereiteten ihm die unkultivierten und ertragsarmen Böden sowie Viehseuchen bis hin zu Milzbrand schwere Probleme. Diese zehrten das Vermögen auf, das er von Vater und Schwiegervater erhalten hatte. Schließlich fasste er den Entschluss, seine junge Frau wieder ins elterliche Haus zurückzuschicken, da er sie nicht erhalten konnte. Er wollte die Domänenpacht aufgeben, wurde aber durch den herzoglichen Kammerverwalter Georg Friedrich von Raumer davon abgehalten, der ihm eine Unterstützung zukommen ließ.
Ab diesem Moment arbeitete Nordmann plötzlich mit großem Erfolg, der ihm im Jahr 1800 den Oberamtmannstitel einbrachte.

### Schafzucht

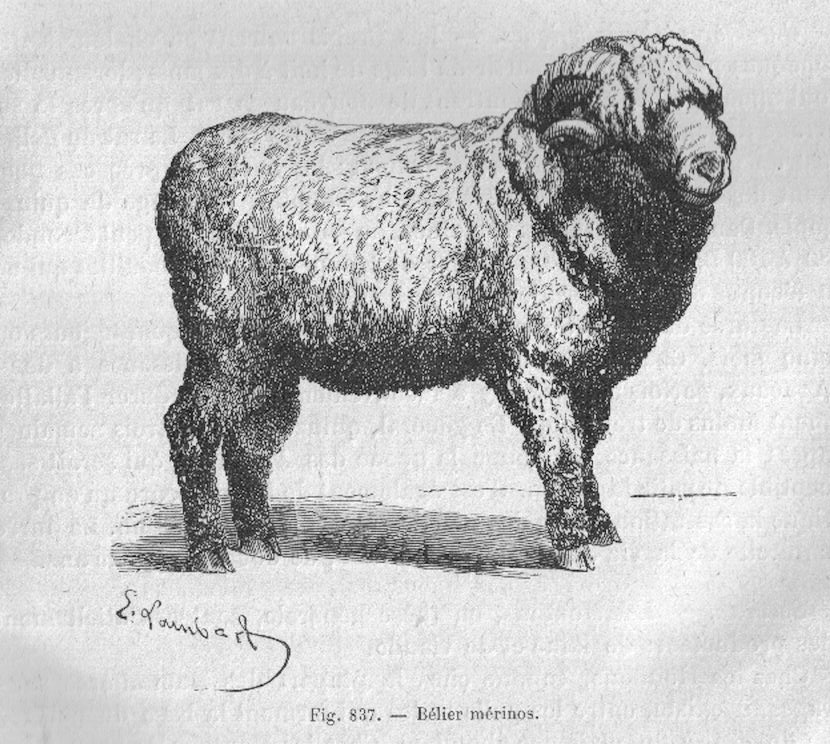
Zeichnung eines Merinoschafs

Nordmann war gezwungen, brauchbare Wiesen und Weiden für die Versorgung seiner Schafe zu pachten oder zu kaufen, und wurde unter anderem bei Wittenberg fündig. Ferner schaffte er die mit der Domäne übernommenen 1800 Schafe minderer Qualität ab und ersteigerte 150 räudige spanische Merinomutterschafe zu einem Spottpreis in Sachsen, wo sie nicht geduldet worden wären. Sein Schäfer trieb die kranke Herde heimlich nach Pötnitz, wo sie mit Tabaklauge wiederhergestellt und später teuer verkauft wurde. Nordmann war damit der erste Pächter, der in Anhalt-Dessau Merinos hielt. Auch spanische Schafböcke, deren Ausfuhr verboten war, kaufte Nordmann in Sachsen und brachte sie wiederum heimlich über die Grenze. Nachdem er auf diese Weise zu viel mehr Schafen als den im Pachtvertrag vorgesehenen 1800 Stück gekommen war und der Platz im Stall knapp geworden war, erfand er im Jahr 1811 die sogenannte Schweberaufe, eine Raufe, die nur zur Fütterung von der Stalldecke herabgelassen und anschließend wieder hochgezogen wurde. Jährlich verkaufte er rund 300 Schafböcke zu einem durchschnittlichen Stückpreis von 4 Louis d’or. Eine Versteigerung ausgemerzter Mutterschafe im Jahr 1818 brachte ihm über 16.000 Taler in Gold ein. 1820 kaufte er eine Schäferei in Süptitz, später auch etliche Weinberge dort, in denen er den Dünger, den seine Schafherden produzierten, sinnvoll einsetzen konnte und außerdem in die eigene Tasche wirtschaftete, da an den Besitz der Schäferei die Bedingung geknüpft war, besagte Weinberge mit Dünger zu beliefern.

### Rinderzucht
Seinen Rindviehbestand verbesserte Nordmann ab den 1790er Jahren durch den Ankauf westfriesischer Rinder, die in Pötnitz so gut gediehen, dass sie bis nach Berlin geliefert, dort zum Teil wie Wundertiere für Geld gezeigt und in Versen besungen wurden. Der schwerste Mastochse, den Nordmann produzierte, erzielte bei einer Versteigerung einen Preis von 475 Talern und wurde von einem Leipziger Schlachter gekauft.

### Schweinezucht
In der Schweinezucht setzte Nordmann auf die Fütterung mit Abfällen der Dessauer Brauerei und mit Kartoffeln, statt die Tiere, wie damals noch üblich, im Wald weiden zu lassen.

### Getreideanbau
Nordmann arbeitete mit dem Dünger, den seine eigenen Herden produzierten, und hinzugekauften Mitteln wie Asche und erzielte auch hier hervorragende Ergebnisse, obwohl der Boden, den er gepachtet hatte, ursprünglich wenig Anlass zu solchen Hoffnungen gegeben hatte.

## Nachruf

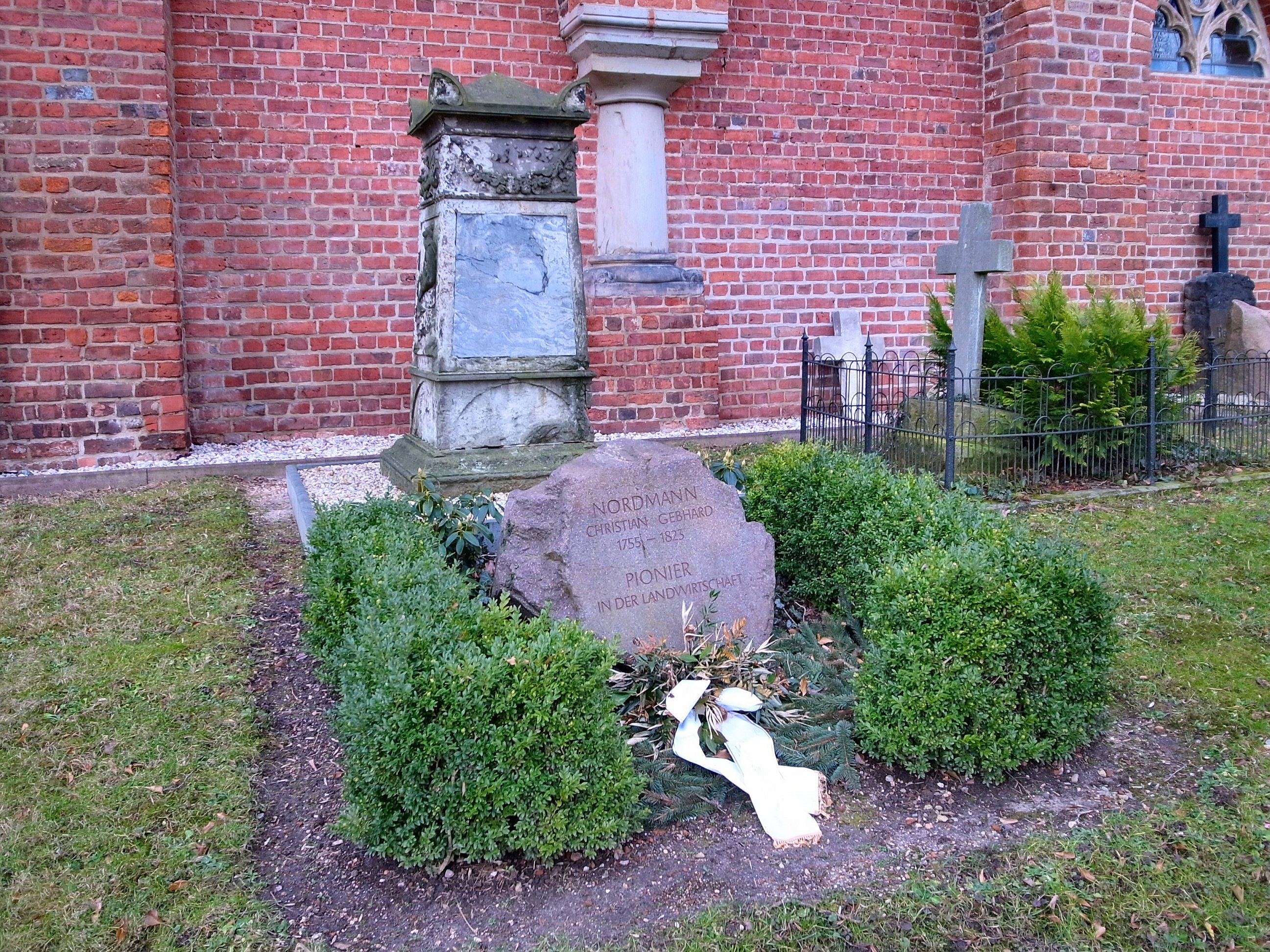
Nordmann Ehrenmal in Mildensee

In einem Nachruf auf den Landwirt wurden seine Erfolge unter anderem mit folgenden Worten gewürdigt: „Man kann also behaupten, dass Nordmanns Wirthschaft keinen Zweig der Oekonomie zum Nachtheile des andern übersah oder hintansetzte [...] er hinterließ seine Pachtung in dem blühendsten und musterhaftesten Zustande [...] die Dörfer Pötnitz und Kleutsch trauerten über seinen Tod, als hätte jeder Einzelne in ihm einen Vater verloren.“ Nordmann, der an einem „nervösen Gallenfieber“ starb, hinterließ seine Frau und seine Tochter.

## Zur Domäne Pötnitz

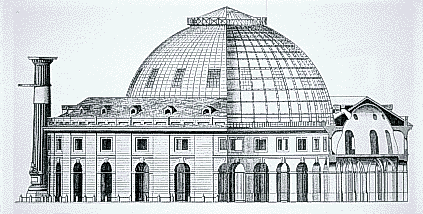
Die Dachkonstruktion der Halle aux Blés in Paris

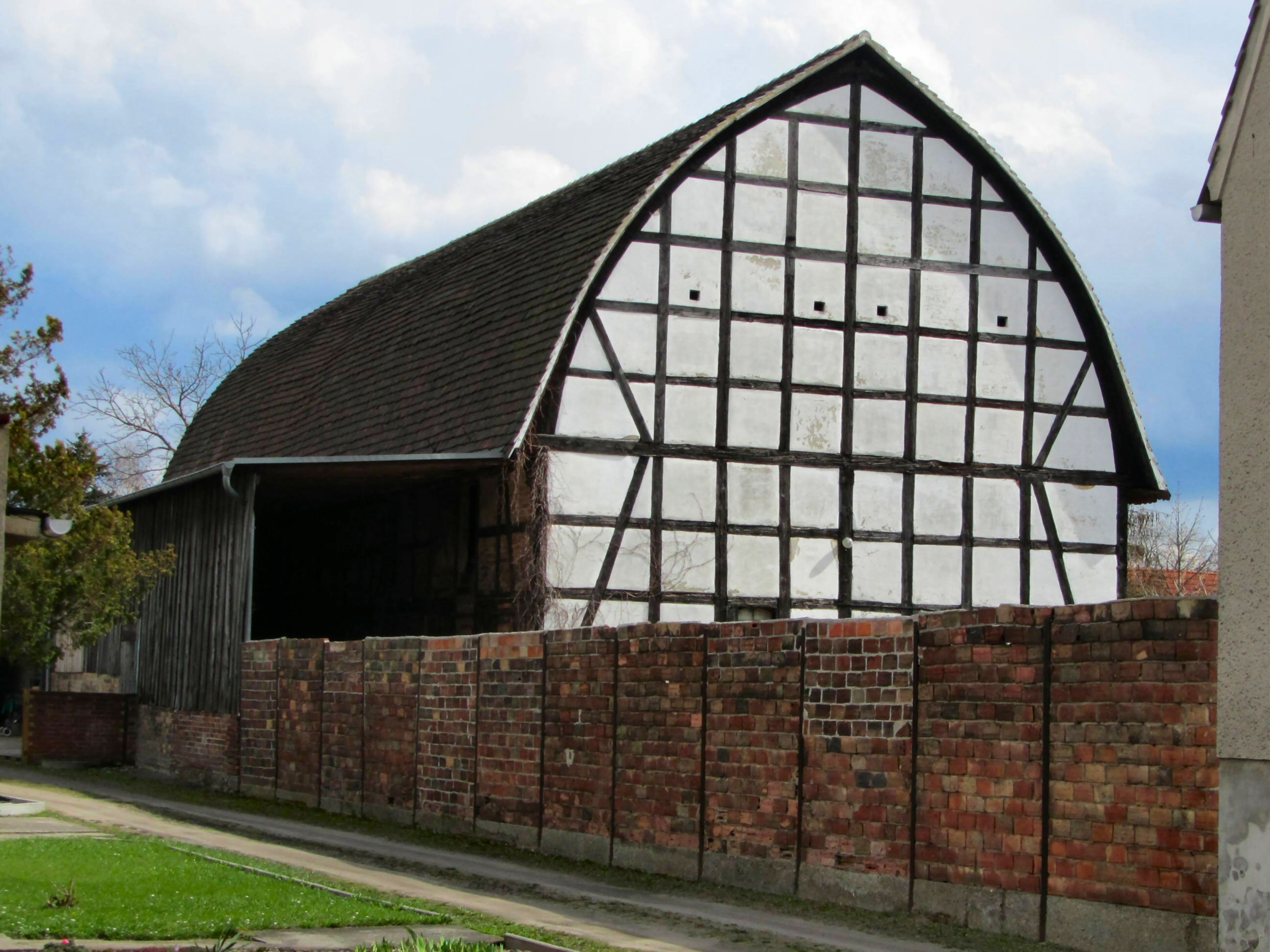
Nordmann's Schafstall in Mildensee

In den Jahren 1813 bis 1815 wurde die Domäne Pötnitz von den Franzosen geplündert, doch Nordmann konnte die Schäden bald wieder ausgleichen. Nach seinem Tod führten Nordmanns Erben die Pacht noch bis zum Ablauf des Vertrags 1832 fort.
Die Domäne war ursprünglicher Nienburger Klosterbesitz und ging aus zwei adligen Gütern hervor, die den Herren von Helldorf und von Posem gehörten. Johann Georg II. von Anhalt-Dessau kaufte diese beiden Güter 1665 billig und legte eine Schäferei in Scholitz und den Rest der Landwirtschaft in Pötnitz an. 1700 wurde das Gut Pötnitz durch Leopold I. komplett umgestaltet und 1708 mit dem Gut Kleutsch verbunden. Der Haupthof mit Amt und Gutsbrauerei war zunächst in Kleutsch. Die Domäne Pötnitz  hatte eine Länge von etwa 6 Kilometern und war zwischen 2 und 3 Kilometer breit. Sie lag am rechten Ufer der Mulde. Zur Zeit Leopolds I. wurde sie von Amtmann Zimmermann verwaltet, der aber bald landesflüchtig wurde und von Amtmann Laddey abgelöst wurde, der sie bis zur Übernahme durch Nordmann führte.
Im Jahr 1800 ergänzte Nordmann die Baulichkeiten der Domäne um vier große Schafställe in Fachwerkbauweise mit Dächern in Bohlenbinderkonstruktion, eine Konstruktion, die vom Umbau der Pariser Halle aux Blés aus dem Jahr 1783 bekannt war. Die Ställe waren etwa 30,5 Meter lang, 10 Meter breit und 12 Meter hoch. Einer der Ställe ist erhalten geblieben, wurde 1985 restauriert und steht mittlerweile unter Denkmalschutz.
1832 übernahm Friedrich Morgenstern die Pacht, der sich besonders um die Verbesserung der Gutsbrauerei bemühte, aber schon nach wenigen Jahren starb. Unter den nächsten Verwaltern wurde 1834 eine Kartoffelsirupfabrik eingerichtet, die aber schon 1840 wieder aufgelöst wurde. Die Agrarreform von 1856 führte zu einer Verkleinerung des Gutes, 334 Morgen Land gingen in die Hände von Kleinpächtern über. 1919 wurde das Vorwerk Kleutsch verstaatlicht, Pötnitz selbst blieb herzoglicher Privatbesitz, der allerdings durch Landabgabe aufgeteilt wurde. Die Überreste wurden als Obstgut genutzt, ein Teil des Landes wurde auch zur Errichtung von Kleinsiedlungen verkauft. 1927 folgte die Aufgabe des Restgutes, das zunächst noch verpachtet und bald danach verkauft wurde. Seine Überreste wurden nach dem Zweiten Weltkrieg Teil der LPG Mildensee.

## Gedenken

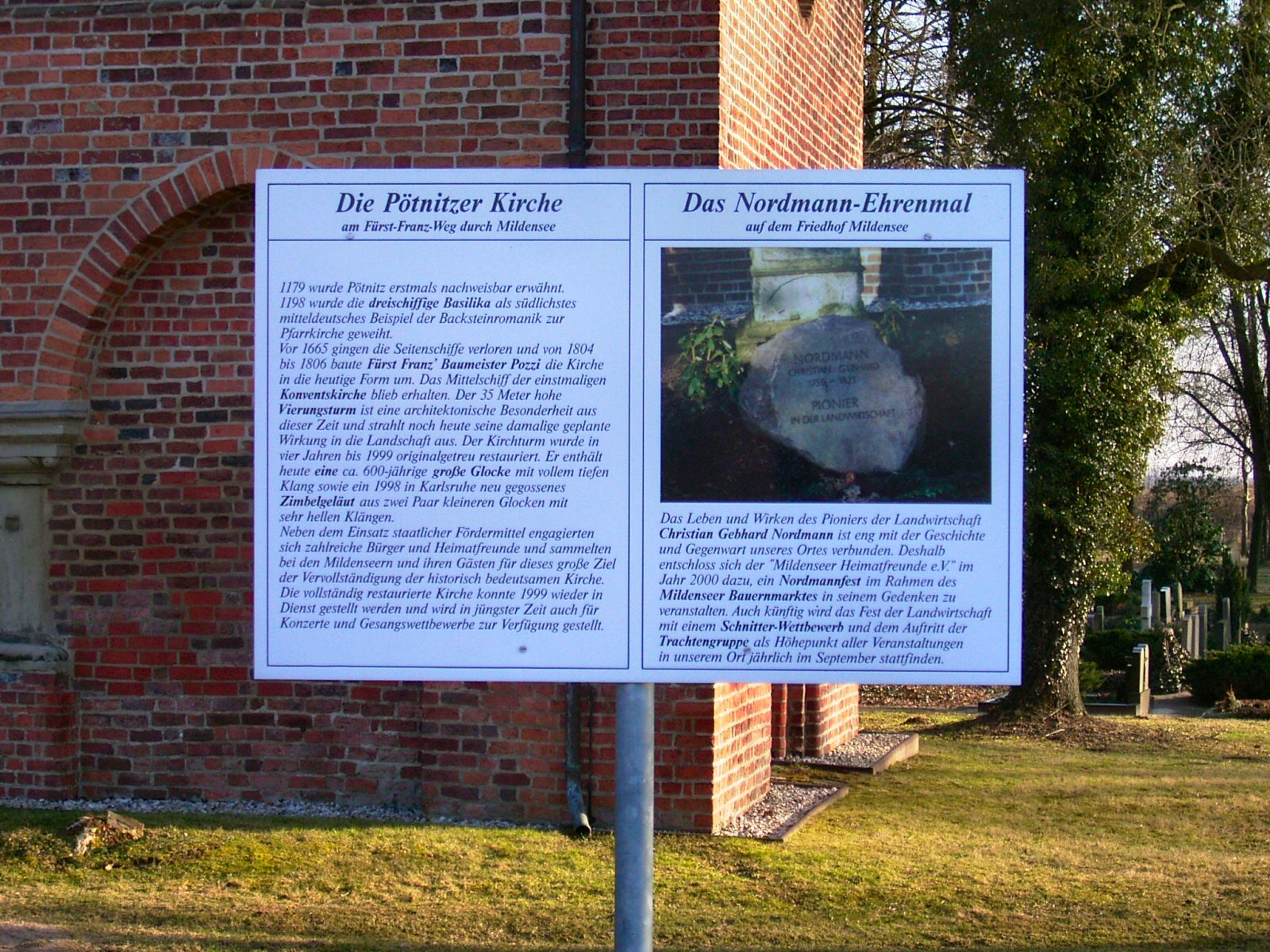
Informationstafel zum Nordmann-Gedenkstein

Christian Gebhard Nordmann ist auf dem Kirchfriedhof von Mildensee, ehemals Pötnitz, bestattet; sein Grabmal befindet sich an der Südwestecke der Pötnitzer Kirche. Dort wurde 1999 ein Gedenkstein für ihn errichtet, der unter Nordmanns Namen die Aufschrift „Pionier in der Landwirtschaft 1755-1823“ trägt. Auch wurde überlegt, im Napoleonsturm eine Erinnerungsstätte für Christian Gebhard Nordmann zu schaffen. Auf einer Informationstafel zum Gedenkstein ist zu lesen, dass in Mildensee seit dem Jahr 2000 jährlich Veranstaltungen zum Gedenken an Nordmann abgehalten werden. Im September 2011 wurde das 11. Nordmannfest gefeiert.
Der Nordmannring in Mildensee ist nach Christian Gebhard Nordmann benannt.